# Klaus Dinger
Klaus Dinger (ur. 24 marca 1946, zm. 20 marca 2008) – niemiecki perkusista zespołów Neu! i Kraftwerk.
Jeden z pionierów muzyki elektronicznej, w 2007 sklasyfikowany na 15. miejscu listy 50 najlepszych perkusistów rockowych według Stylus Magazine. 
Miał kłopoty z sercem i zmarł cztery dni przed swoimi 62. urodzinami, o czym poinformowali jego najbliżsi przyjaciele.